# 生駒直義
生駒 直義（いこま なおよし、? - 寛永15年（1638年））は、江戸時代初期の加賀藩士。生駒直勝の子。

## 概要
4500石を給され、大坂夏の陣で武功を挙げた。その後、江戸で藩主前田利常の次男利次の養育掛として近侍し、寛永15年に没した。子孫は加賀藩の人持組（3000石）生駒勘右衛門家として続いている。